# 프리즈렌구

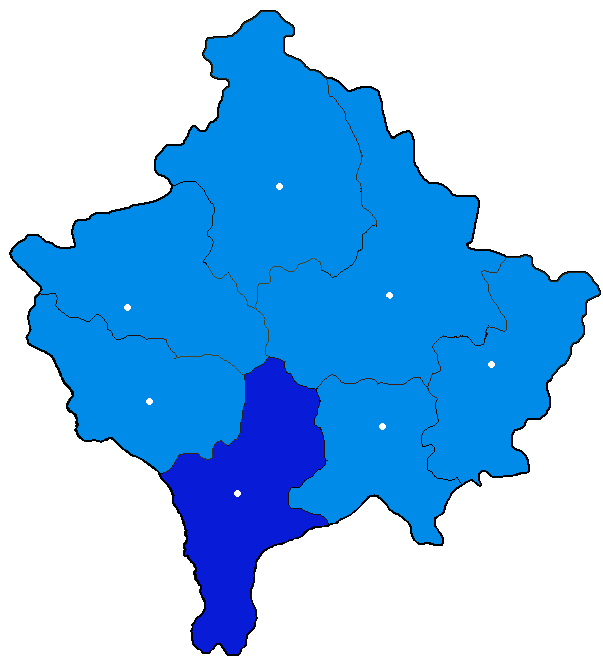
프리즈렌구의 위치

프리즈렌구(알바니아어: Rajoni i Prizrenit, 세르비아어: Призренски округ, Prizrenski okrug)는 코소보의 구로 행정 중심지는 프리즈렌이며 면적은 1,397 km2, 인구는 331,670명(2011년 인구 조사 기준), 인구 밀도는 240명/km2이다. 4개 지방 자치체를 관할한다.

## 지방 자치체
- 프리즈렌
- 샤리 (드라가시)
- 테란다 (수바레카)
- 말리셰버 (말리셰보)